# 眞鍋探偵事件簿 〜過ぎゆく時の中で〜
『眞鍋探偵事件簿 〜過ぎゆく時の中で〜』（まなべたんていじむしょ 〜すぎゆくときのなかで〜）は2016年10月7日からTOKYO MXにて放送されているテレビドラマ。

## キャスト
- 眞鍋克彦 - 櫻隼人
- 宍戸マリー依子 - 浜田翔子
- ペリー - ペリー
- 神父 - 月川修
- アキ - 菅谷和美（すがやかずみ）
- 脇元 - あがいん直
- アレック - 宇藤民樹
- アルシア・メイリー宍戸 - 辰巳シーナ
- 宍戸マリー依子 - 栗原みさ
- 大家笹倉 - 笹倉一郎
- マスター - 添野豪
- 黒ずくめイエロー - 渡辺寛之
- 黒ずくめブルー - 豊永晃太郎（MEN☆PLA）
- 黒ずくめピンク - 大木学（MAMADRIVE）

## サブタイトル
1. サガシモノ
2. ミツケニイクモノ
3. ナクシモノ
4. オチョーシモノ
5. ワルモノ
6. アザワラウモノ
7. ユズレナイモノ
8. ハカナクチルモノ
9. アイスルモノ
10. イマ、ココロヲシハイスルモノ
11. ゲラズリトハコウセイヨウニスッタモノ